# André Frédéric Cournand
Dr. André Frédéric Cournand (Pariz, 24. rujna 1895. – Great Barrington, 19. veljače 1988.), francuski fiziolog.
- 1956. - Nobelova nagrada za fiziologiju ili medicinu

## Vanjske poveznice
- Nobelova nagrada - životopis (engl.)